# 263 aC
El 263 aC va ser un any del calendari romà prejulià. Durant la República i l'Imperi Romà, era conegut com a any del consolat de Cras i Messal·la (o també any 491 ab urbe condita). L'ús del nom «263 aC» per referir-se a aquest any es remunta a l'alta edat mitjana, quan el sistema Anno Domini va ser el mètode de numeració dels anys més comú a Europa.

## Esdeveniments

### Àsia Menor
- Èumenes I de Pèrgam, fill d'Èumenes puja al tron de Pèrgam. Poc després de pujar al tron conquereix la ciutat de Sardes a Antíoc I Sòter i estableix el seu domini sobre les províncies a l'entorn de Pèrgam.[2][3]

### Antiga Grècia
- Alexandre II de l'Epir intenta ocupar de nou Macedònia, però el rei Demetri II el derrota i s'ha de refugiar a Acarnània.[4]

### Antiga Roma
- Aquest any són elegits cònsols Mani Octacili Cras i Mani Valeri Màxim Corví Messal·la.[5]
- Els dos cònsols embarquen cap a Sicília i conquereixen diverses ciutats. Marxen contra Hieró, tirà de Siracusa. Davant de la força dels romans, Hieró acorda un tractat de pau que els cònsols accepten. Siracusa es converteix en una aliada de Roma contra els cartaginesos, dins del marc de la Primera Guerra Púnica.[6]
- Gneu Fulvi Màxim Centumal és nomenat dictador clavi figendi causa, segurament per preparar la flota que ha d'envair Sicília.[7][8]
- S'estableix el càrrec de Curador, una figura jurídica establerta per la llei Plaetoria a proposta del tribú de la plebs Marc Pletori Plauci (o potser Letori Plauci). Era l'encarregat de vetllar pels béns dels ciutadans que per les seves característiques no es podien ocupar correctament de les seves propietats.[9]

## Naixements
- Antígon III Dosó, futur rei de Macedònia.[10]

## Necrològiques
- Fileter, fundador del regne de Pèrgam, amb 80 anys.[11]